# Meminit unusquisque
Meminit unusquisque ist eine Allokution von Papst Pius IX., die am 30. September 1861 veröffentlicht wurde.
Die Allokution behandelt die Verhaftung des Erzbischofs von Neapel 1861, die Verwüstung des Königreichs Neapel im Jahre 1861 sowie die Umwälzung der religiösen Politik der mexikanischen und neugranadischen Regierungen. Die Allokution beginnt mit dem Satz:

„Meminit unusquisque vestrum, Venerabiles Fratres, quanto animi Nostri dolore in hoc amplissimo vestro consessu saepissime lamentati simus gravissima et nunquam satis deploranda damna catholicae Ecclesiae, huic Apostolicae Sedi, Nobisque cum maximo ipsius civilis societatis detrimento illata a Subalpino Gubernio, atque a funestissimae rebellionis auctoribus et fautoribus in miseris praesertim Italiae regionibus, quas idem Gubernium iniuste aeque ac violenter usurpavit.“

„Jeder von euch, Ehrwürdige Brüder, erinnert sich daran, mit welchem seelischen Leid Wir oftmals die schwersten und nie genug zu beklagenden Schäden in eurer Gesellschaft bejammert haben, die dem Heiligen Stuhl und Uns auf Kosten der bürgerlichen Gesellschaft vom Königreich Sardinien und den Anstiftern unheilvoller Rebellion in den äußerst unglücklichen italienischen Regionen zugefügt worden sind, deren sich dieses Königreich unrecht und gewaltsam bemächtigt hat.“

## Historischer Hintergrund

### Italien
Die Annexion einiger Städte im Kirchenstaat durch das Königreich Sardinien (März 1860) wurde bereits im Apostolischen Schreiben Quum catholica, der Verlust der Provinzen Umbrien und Picenum im Herbst 1860 in der Allokution Novos et ante und der Übergriff auf das Königreich beider Sizilien in der Allokution Iamdudum cernimus behandelt. In dieser Allokution setzt sich der Papst mit einigen Auswirkungen der sardinischen Macht auf die besetzten Regionen auseinander.

### Mexiko
Im März 1861 wurde der liberale Benito Juárez im Laufe des Reformkrieges (Guerra de Reforma) zum Präsidenten von Mexiko. Seine Regierung traf gegen die katholische Kirche gerichtete Maßnahmen, die deren Lage unterminierten. Ohne den Anführer der Liberalen explizit zu erwähnen, verurteilte Papst Pius IX. scharf diese Maßnahmen und stellte ihre Autoren mit den italienischen Anstiftern von Aufruhr gleich.

### Granada-Konföderation
Im Juli 1861 eroberten die Liberalen unter der Führung von Tomás Cipriano de Mosquera die Hauptstadt der Granada-Konföderation Bogota im Laufe des kolumbianischen Bürgerkrieges und inhaftierten den Präsidenten der Konföderation.

## Die Lage in Italien
Anfangs beklagt Papst Pius IX. die vom Königreich Sardinien und den Anstiftern unheilvoller Rebellion erlittenen Schäden (siehe anleitenden Satz im Zitat oben). Unter diese Schäden reiht Papst Pius IX. die Festnahme durch Soldaten des Erzbischofs von Neapel Sisto Riario Sforza ein. Die die Unart und die Wut der alten Ketzer erneuernden  und gegen alles Heilige rasenden Satelliten der Sarden trachten, so der Papst, die Kirche Gottes umzustürzen und die katholische Religion aus aller Seelen auszurotten und ihnen verschrobene Begierden einzuflößen und zu entfachen. (auf Latein: „Omnes autem norunt quomodo eius Gubernii et rebellionis satellites omni dolo et fallacia pleni, atque abominabiles facti in viis suis, veterum haereticorum molitiones et furores renovantes, et contra sacra omnia debacchantes, Dei Ecclesiam, si fieri unquam posset, funditus evertere, et catholicam religionem, eiusque salutarem doctrinam ex omnium animis radicitus extirpare, et pravas quasque cupiditates excitare et inflammare connitantur“).
Papst Pius IX. verurteilt die Ausweisung der Bischöfe aus ihren Diözesen, ihre Einkerkerung („Sacrorum Antistites in carcerem missi“), das Schikanieren von Priestern und das Unrecht gegenüber ihnen, die Abschaffung der Klostergemeinschaften, ihre Vertreibung aus den Zönebien, wobei die Nonnen zum Betteln gezwungen wurden; des Weiteren die Plünderung und Verunreinigung von Kirchen, ihre Verwandlung in Räuberhöhlen („Dei Templa in latronum speluncas conversa“), die Errichtung von öffentlichen Schulen verdorbener Lehren sowie die Herausgabe und Verbreitung unheilvoller Broschüren und Zeitungen. In diesen abscheulichen Schriften bekämpfe man den heiligen Glauben, die Religion, die Frömmigkeit, die Keuschheit und jegliche Tugend, die Prinzipien des ewigen und natürlichen Gesetzes und des öffentlichen und Privatrechts; sie verherrlichen das Angreifen von Eigentum, die ungezügelte Willkür des Lebens und des Alles-Wagens, die Unbestraftheit von Lastern und Fehlern („effrenis vivendi, et quidlibet audendi licentia, omniumque vitiorum et errorum impunitas maiorem in modum fovetur, propagatur ac promovetur“). Insbesondere schaudere dem Papste und ihm schwinden die Sinne vor Schmerz, wenn er sich erinnert an die verbrannten und in Schutt und Asche gelegten Städte im Königreich Neapel, an die Einkerkerung oder die Ermordung unzähliger Priester, aber auch Bürger beider Geschlechter, einschließlich der Erkrankten sowohl nach unverdienten Verleumdungen, als auch ohne Erwähnung jeglichen Grundes (auf Latein: „Horret quidem refugitque dolore animus, et commemorare reformidat, plura in Neapolitano Regno oppida incensa et solo aequata, et innumerabiles prope, integerrimosque Sacerdotes Religiososque viros, et cuiusque aetatis, sexus et conditionis cives, ac vel ipsos aegrotantes indignissimis contumeliis affectos et indicta etiam causa, aut in carcerem detrusos, aut credelissime necatos“). Pius IX. findet die Abweichung vom Pfade der Wahrheit seitens einiger Geistlicher in Italien, ihre Billigung der Handlungen der Unfrommen, bedauernswert.

## Die Lage in Mexiko und Kolumbien
Gleichartige, von einem ähnlichen Hass gegen den Katholizismus ergriffene Menschen (auf Latein: „eiusdem generis homines simili contra catholicam Ecclesiam odio incensi“) hätten in Mexiko äußerst ungerechte Gesetze verabschiedet, die Einfluss, Rechte und Lehre der Kirche gefährden. Die Güter des Klerus würden geplündert, man rase gegen die Geistlichen, quäle die Nonnen, trenne die Bischöfe vermittels verschiedener Ungerechtigkeiten von ihren Gemeindegliedern und vertreibe sie. Die vertriebenen Bischöfe seien in Rom angekommen und hätten den Papst mit ihren ausgezeichneten Tugenden getröstet.
Die Aufrührer („rerum civilium perturbatores“) in der Granada-Konföderation hätten ein unaussprechliches Dekret verabschiedet, das der geistlichen Macht die Ausübung ihrer Befugnisse ohne Erlaubnis der weltlichen Behörden verbiete und die Jesuiten ausgewiesen habe. Des Weiteren wurde der päpstliche Legat zur Abreise binnen drei Tagen gezwungen.
Abschließend bedankt sich Papst Pius IX. bei den Bischöfen, aber auch bei den ihn unterstützenden Gläubigen und der Bevölkerung Roms, die nach seinen Worten nichts lieber tue, als dem Apostolischen Stuhl und seiner Verbündeten beizustehen und die Unternehmungen der Aufrührer abzuweisen. Pius IX. erflehe Tag und Nacht vom gnädigen Gott die Verkürzung der Versuchungstage, aber auch reiche Gnade für alle und die Bekehrung der Feinde des Heiligen Stuhls, ihre Rückkehr auf den Pfad der Gerechtigkeit.